# Дартс (БпЛА)
Дартс (англ. DARTS) — український дрон-камікадзе середньої дальності, розроблений Українськими фахівцями «Сталеві Шершні». Основними операторами є ГУР, СБУ та ПС ЗСУ.

## Опис
Основні характеристики Дартс включають стійкість до радіоелектронної боротьби противника та можливість ураження ворожої техніки в автономному режимі, що означає наявність автонаведення на ціль. За словами розробників, оператору БпЛА достатньо зафіксувати ціль і дати команду, після чого дрон здійснить удар автономно, при цьому ворожі засоби РЕБ не можуть протидіяти. Основним закупником є благодійний фонд Сергія Притули.
Ці БпЛА українського виробництва здатні долати відстань 40-50 км та розвивати швидкість 160 км на годину. Ударний DARTS має бойову частину вагою 4 кілограми. Окрім порівняно високої дальності, на увагу також звертає невисока ціна — 40 тисяч гривень, або близько 1 тисячі доларів. Ці дрони використовуються разом із дронами-ретрансляторами, що дозволяє їм ефективно працювати на максимальних відстанях.

## Характеристики
За даними Мілітарного:
- максимальна відстань до цілі — 40-50 км;
- швидкість — до 160 км/год;
- вага вибухівки — 3,6 кг;[5]
- вартість — близько ₴40 тис.;
- розмах крил — 1,9 м;
- довжина фюзеляжа — 1.5 м.

## Застосування
11 лютого 2024 року дрооном було уражено російську вантажівку в Каховському районі.
29 квітня 2024 року бійці підрозділу М2 Центру спеціальних операцій "А" СБУ за допомогою безпілотного апарата Darts знищили позицію Збройних сил Російської Федерації на лівому березі Дніпра в Херсонській області.
3 червня 2024 року БФ "Сергія Притули" придбали 60 ударних безпілотників Darts та для них 4 катапульти і 2 ретранслятори.
28 жовтня 2024 року воїни 28-ї окремої механізованої бригади імені Лицарів Зимового Походу отримали 27 ударних дрони Darts завдяки донату співробітників аптеки «Подорожник».